# Association municipale Laayoune de football féminin
Le Association municipale Laayoune de football féminin (en arabe : الجمعية البلدية لكرة القدم النسوية العيون), anciennement connu sous le nom de Club Municipal de Laâyoune, est un club de football féminin marocain évoluant en Championnat marocain de première division. Le club est basé dans la ville de Laâyoune, au Sahara occidental.

## Histoire
Le club est fondé au début des années 2000 par un groupe de jeunes joueuses issues de la ville de Laâyoune, dont Khadija Illa.
En 2014, le club est éliminé en demi-finale du championnat par le Chabab Atlas Khénifra (6-2).
La saison suivante, Laâyoune bat l'AS FAR en finale (1-0) et remporte le titre. L'AS FAR prend sa revanche en finale de l'édition 2016 (2-1), et bat également les Sahraouies en finale de coupe du Trône (5-2).
Laâyoune est éliminé en demi-finale de la coupe du Trône 2023 par le Sporting Casablanca (3-0). En championnat, malgré les 20 buts de leur recrue kényane Violet Wanyonyi, l'AMLFF n'atteint que la quatrième place.

## Palmarès
- Championnat du Maroc (4)
  - Champion : 2010, 2011, 2012, 2015
  - Vice-champion : 2016, 2017, 2018, 2020, 2022

- Coupe du Trône
  - Finaliste : 2011, 2012, 2015, 2016, 2023

## Personnalités du club

### Anciennes joueuses notables
- Agueicha Diarra
- Hanane Aït El Haj
- Najat Badri
- Siham Boukhami
- Chirine Knaidil
- Ghizlane Chebbak
- Khadija Er-Rmichi
- Siham Tadlaoui
- Fatou Diop